# Scatella varipennis
Scatella varipennis är en tvåvingeart som beskrevs av Malloch 1933. Scatella varipennis ingår i släktet Scatella och familjen vattenflugor. Inga underarter finns listade i Catalogue of Life.